# Stephen Baxter
Stephen Baxter (n. Liverpool, 13 de novembro 1957) é um escritor inglês de ficção científica hard. É graduado em matemática e engenharia.
Muito influenciado por H. G. Wells e Arthur C. Clarke, em muitas das suas histórias dá proeminência a assuntos científicos como o Grande Atrator, singularidades nuas, formas de vida bariónicas ou formadas de matéria escura, ou avança explicações para o paradoxo de Fermi. Noutras, debruça-se sobre história alternativa ou a evolução da espécie humana.
Escreveu dezenas de obras. Recebeu diversos galardões, como por exemplo o Prémio John W. Campbell e o Prémio Philip K. Dick.